# Codice deontologico
Il codice deontologico è un codice di comportamento, generalmente avente efficacia normativa, a cui il professionista deve attenersi per l'esercizio della sua professione.

## Caratteristiche
Le norme degli ordini professionali sono atti di soft-law: ciò sta a significare che non rientrano nel sistema delle fonti del diritto inteso come norma promanante dal potere politico. Pertanto non sono circondate dalle garanzie procedimentali tipiche delle fonti per quanto riguarda la loro formazione, né promanano dal circuito politico decisionale dello Stato. 
Gli organismi che le producono, all'interno degli ordini, sono elettivi, ma rappresentano solo una parte della società civile (una categoria professionale), diversamente dai rappresentanti politici che invece rappresentano la totalità della società civile.